# カール・バーグマン
カール・バーグマン (Carl Bergmann、1821年4月11日 - 1876年8月16日)  はザクセン王国出身のチェリスト、指揮者、作曲家である。ヨーロッパ各地で活躍したのち1848年革命を機にアメリカへと渡り、ニューヨーク・フィルハーモニック・ソサエティなどを指揮した。アメリカでは、リヒャルト・ワーグナーなど同時代の作曲家たちの作品の普及に努めたほか、チェリストとしてもセオドア・トマスらと室内楽を演奏し、ヨハネス・ブラームスの『ピアノ三重奏曲第1番』の世界初演を行なった。晩年は心身ともに不調となり、ニューヨーク・フィルハーモニック・ソサエティを辞したのちニューヨークで没した。

## 生涯

### ヨーロッパ時代

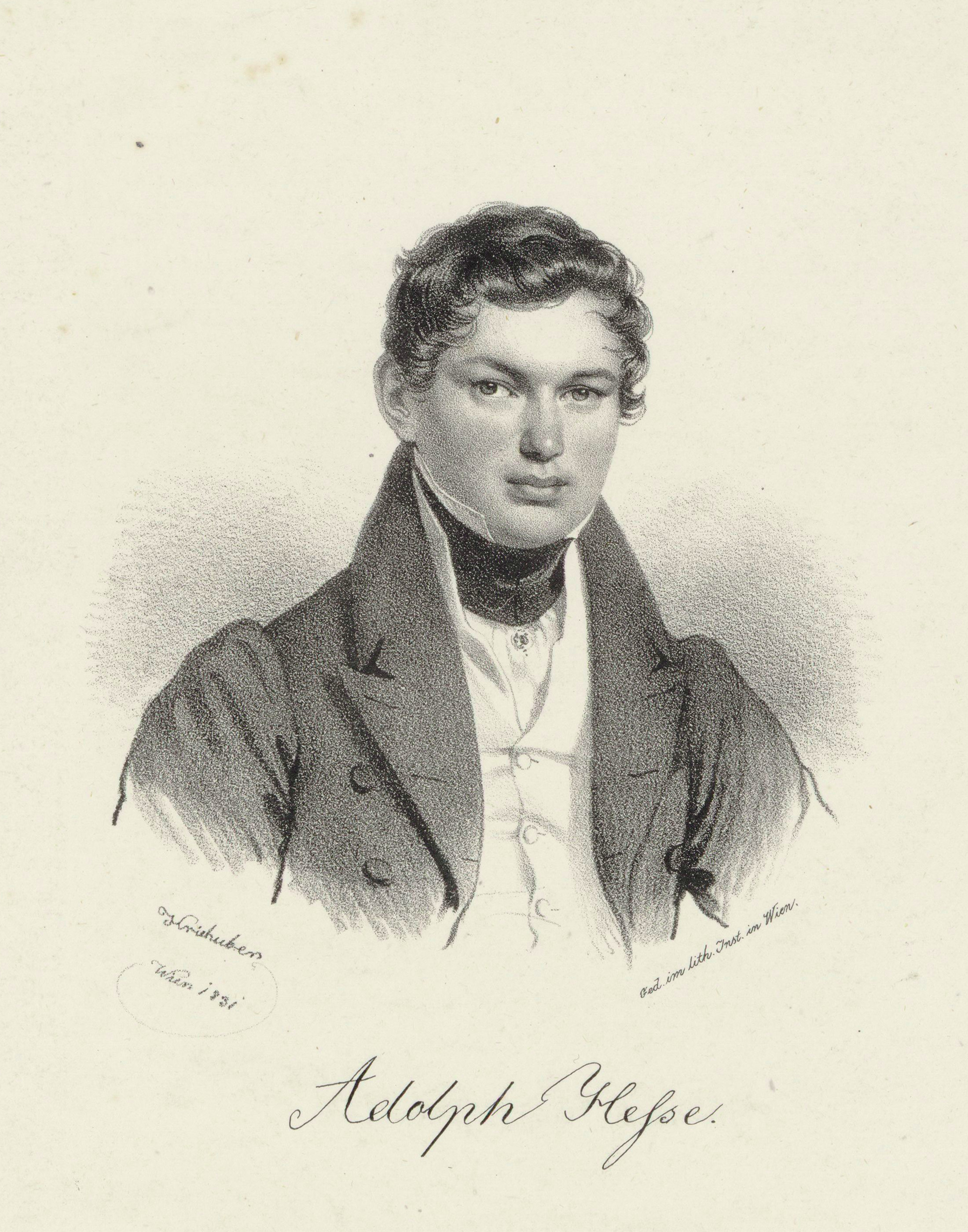
師のアドルフ・フリードリヒ・ヘッセ (1831年)

1821年4月11日、ザクセン王国のエーバースバッハにて、中流階級の家庭に生まれる。幼少期より音楽の才能を示し、1827年にはツィッタウでアドルフ・ツィンマーマンに師事するようになり、のちにヴロツワフで作曲家・オルガニストのアドルフ・フリードリヒ・ヘッセに師事した。
周囲からは学校の校長になることを期待されていたが、結局バーグマンはプロの音楽家の道を選び、1842年からツィッタウ、ウィーン、ペシュト、ワルシャワ、ヴェネツィア、ブダペストなどのオーケストラでチェロを弾いたり、指揮をしたりした。また、各地での活動を通して、バーグマンはオーケストラのほとんどの楽器の演奏法を習得したとされる。しかし1848年革命が起こるとドイツを離れ、1849年の秋にニューヨークへと渡った。

### アメリカ時代初期
ニューヨークではまず、ドイツからの移民たちからなるジャーマニア・ミュージカル・ソサエティに第1チェリストとして参加したが、1850年からは同団の指揮をするようになり、1854年のオーケストラ解散まで指揮者として活躍した。バーグマン時代のジャーマニア・ミュージカル・ソサエティの運営は順調だったが、メンバーのソロ活動が活発化したことにより1854年に解散したとされる。また、1852年から1854年にかけては、ボストン・ヘンデル・アンド・ハイドン・ソサエティも指揮した。なお、1854年にボストン・ヘンデル・アンド・ハイドン・ソサエティを辞任する際には、ピアニストのオットー・ドレーゼルらから慰留されている。
1854年にジャーマニア・ミュージカル・ソサエティが解散すると、バーグマンはシカゴ・フィルハーモニック・ソサエティに客演するようになった。シカゴ・フィルハーモニック・ソサエティはバーグマンに指揮者として継続的に登壇するよう要請し、バーグマンもシカゴの音楽文化を盛り上げるつもりでそれを引き受けたが、結局は地元の音楽家たちの嫉妬にあい、2回のコンサートを指揮するだけで終わった。
シカゴを去ったバーグマンはその後ニューヨークへと戻り、1855年に開始したセオドア・トマスとウィリアム・メイソンによる「メイソン・アンド・バーグマン」と題された室内楽演奏会シリーズに、チェリストとして1年ほど参加したりした。なお、バーグマン脱退後も、「メイソン・アンド・トマス」の名前でこのコンサートシリーズは開催されており、バーグマンも時折参加した。これらのコンサートでは、ハイドン、モーツァルト、ベートーヴェンといった伝統的な作曲家の作品ではなく、ロベルト・シューマン、ヨハネス・ブラームス、ヨアヒム・ラフといった同時代の作曲家の作品が取り上げられた。

### ニューヨーク・フィルハーモニック・ソサエティ時代

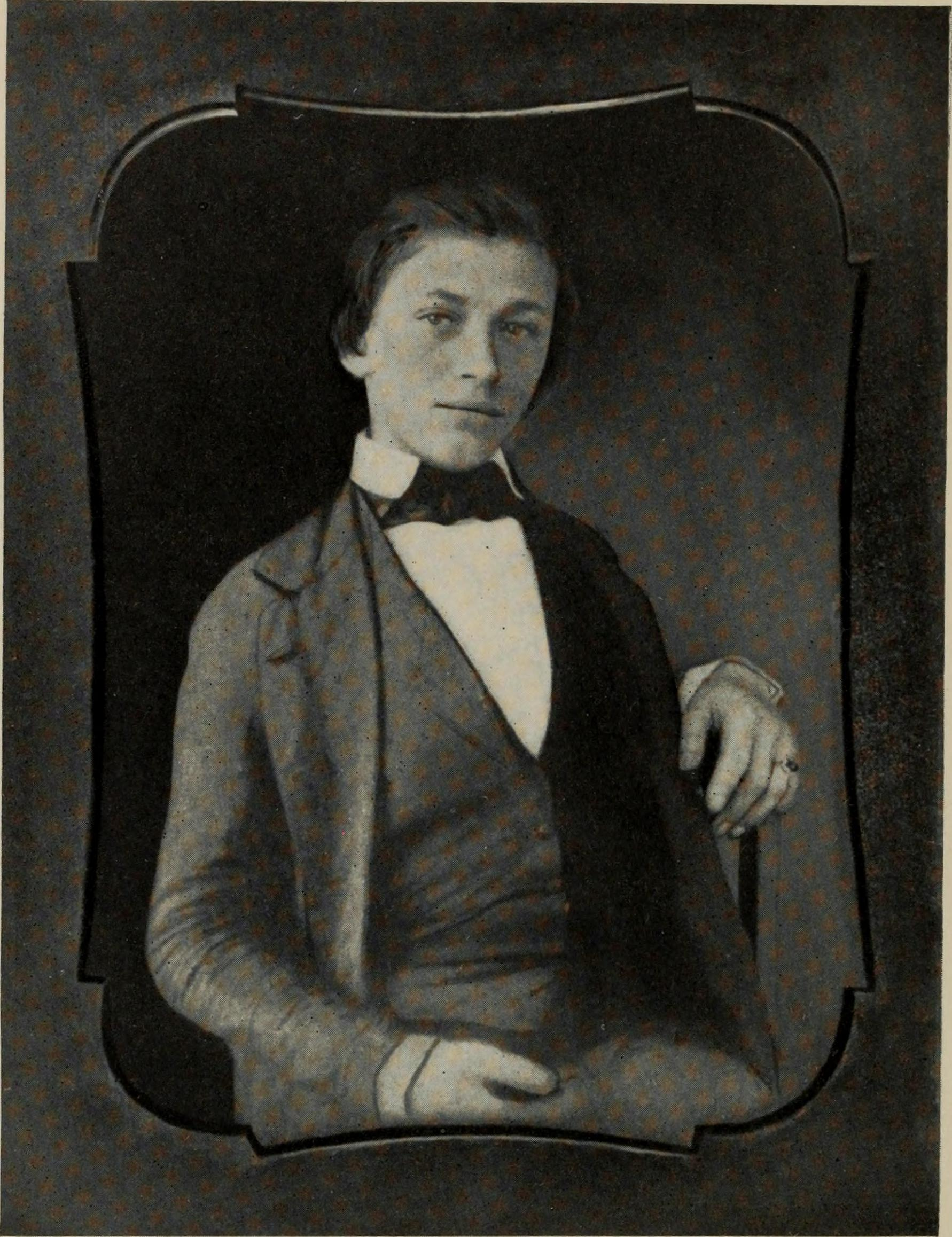
指揮者、ヴァイオリニストのセオドア・トマス (1850年ごろ)。バーグマンとは室内楽で共演した。

1855年、バーグマンは病気のセオドア・アイスフェルトに代わりニューヨーク・フィルハーモニック・ソサエティ（現ニューヨーク・フィルハーモニック）を指揮し、大成功を収めた。特にそのコンサートで指揮したワーグナーの『タンホイザー』序曲は好評を博し、同団の歴史の中で最も成功した演奏とまで言われた。その後1855年から1865年にかけては、アイスフェルトと交互にニューヨーク・フィルハーモニック・ソサエティの指揮者を務めた。オーケストラ団員出身であるため、バーグマンはニューヨーク・フィルハーモニック・ソサエティの団員たちから好まれたとされる。
1866年にアイスフェルトが退任すると、バーグマンは1876年まで単独で指揮者を務めた。なお、バーグマンはニューヨーク・フィルハーモニック・ソサエティ以外にもブルックリン・フィルハーモニック・ソサエティや、男声合唱団アリオンなどを指揮することもあった。なお、1859年にバーグマンが指揮した『タンホイザー』のアメリカ初演（オペラ全体としてのアメリカ初演）では、アリオンが起用されている。
ただし、ニューヨーク・フィルハーモニック・ソサエティは1864年以降、セオドア・トマスが立ち上げたオーケストラと集客争いをするようになった結果興行収入が落ち込み、定期会員の数も減少した。また、1873年恐慌が起こると財政状況はさらに厳しくなり、楽団員の士気やモラルも下がったほか、バーグマンも心身ともに落ち込むようになった。1870年ごろからバーグマンは躁鬱気味になり、アルコールに依存するようになった。その結果、ヴァイオリニストのジョージ・マツカがバーグマンの代理でニューヨーク・フィルハーモニック・ソサエティを指揮する機会も増えた。怠惰な行動が散見されるようになったバーグマンに対する団員の不満は募り、ニューヨーク・フィルハーモニック・ソサエティは1876年4月24日にバーグマンとの契約を解消した。

### 晩年
1875年に妻を亡くし、1876年にニューヨーク・フィルハーモニック・ソサエティの指揮者を辞任すると、バーグマンはさらに気落ちしてしまった。次第に昔の知人たちを遠ざけて孤独に過ごすようになり、1876年8月10日にニューヨークのドイツ人病院で亡くなった。

## 人物
作曲家のフレデリック・ルイス・リッターは、バーグマンは才能があったぶん、継続的な努力をすることはなかったと記している。また、作家のジョージ・パットナム・アップトンも「バーグマンは勉強家ではなく、自らの義務に忠実というわけでもなかった」と述べている。さらに、セオドア・トマスもバーグマンについて「自身の過去をあまり語ろうとしない人だった。また『一生懸命働いたことなどないし、そんな風に思ったことすらもない』という印象を与える人物だった」と述べている。
なお、トマスは他にも「バーグマンは伴奏ができるほどピアノが上手くはなかったし、教師になろうともしなかったので、収入は少なかった」「私がオーケストラを立ち上げて以降もバーグマンとは良い友人で、互いのオーケストラを指揮したりしていたが、次第に私が成功を収めるようになると、バーグマンの周りの連中は彼が私に嫉妬するよう仕向けた」と記している。

## 作曲活動
ドイツを離れる1848年以前には、交響曲やオペラ作品をそれぞれ1曲ずつ作った。また、渡米後はヨハン・シュトラウスやヨーゼフ・グングル、ヨーゼフ・ランナーやその他の軽音楽の作曲家たちによる舞曲のオーケストラ編曲版を数多く出版したほか、バーグマン自身もワルツやポルカ、マーチなどを作曲した。バーグマンの作品のほとんどはオーケストラ用の楽曲であった。これらの作品は主にS・ブレイナード・サンズ社から出版されたが、後世に演奏されることはほとんどなかった。

## レパートリー

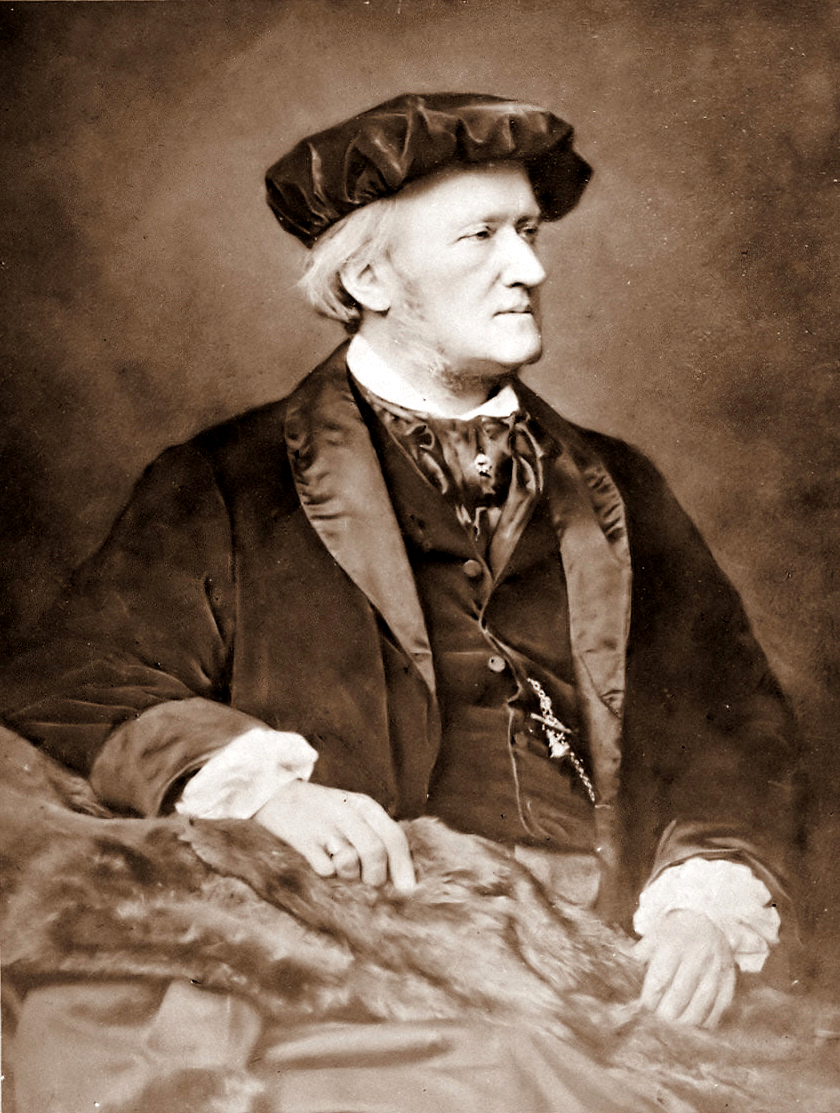
作曲家のリヒャルト・ワーグナー (1870年)。バーグマンはワーグナー作品の紹介に尽力した。

バーグマンはニューヨーク・フィルハーモニック・ソサエティにてリヒャルト・ワーグナー、フランツ・リスト、エクトル・ベルリオーズ、ジャコモ・マイアベーア、ヨハネス・ブラームス、ピョートル・チャイコフスキーといった同時代の作曲家の作品を取り上げた。また、バーグマンは1855年から1856年にかけて、自ら立ち上げたオーケストラとも同時代の音楽を演奏しており、ロベルト・シューマンの『交響曲第4番 』『序曲、スケルツォと終曲』『マンフレッド』序曲や、ベルリオーズの『ローマの謝肉祭』序曲や『ウェイヴァリー』序曲のアメリカ初演を指揮した。なおバーグマンは他にも、1865年にマイアベーアのオペラ『アフリカの女』のアメリカ初演を行っている。
また、1855年にバーグマンはチェリストとして、ピアニストのウィリアム・メイソン、ヴァイオリニストのセオドア・トマスとともにブラームスの『ピアノ三重奏曲第1番』の世界初演を行った。
同時代の作曲家の中でも、バーグマンは特にワーグナー作品の演奏に力を入れていた。1852年にはアメリカで初めてワーグナーの作品を演奏したほか、1853年にはワーグナーの作品のみからなる、アメリカ初のオール・ワーグナー・コンサートを指揮した。また、バーグマンは『ローエングリン』前奏曲と『リエンツィ』序曲のアメリカ初演も果たしている。さらには、1859年4月4日のニューヨーク国立劇場における『タンホイザー』上演は、アメリカで初めてワーグナーのオペラ作品が完全な形で演奏された上演であった。
同時代の作品の演奏が賞賛される一方、バーグマンによる伝統的なレパートリーの演奏については批判もあり、バーグマンと室内楽で共演したセオドア・トマスは、バーグマンのベートーヴェン解釈について「伝統を全く身に付けていないし、勉強に基づいた解釈ではなかった」と述べている。ただしバーグマンは、1853年にベートーヴェンの『交響曲第9番』のボストン初演を行なったり、1856年に原語（ドイツ語）版『フィデリオ』のアメリカ初演を行ったりしている。また、1853年にはジャーマニア・ミュージカル・ソサエティを指揮して、ベートーヴェンの『交響曲第2番』のシカゴ初演を行なった。なお、シカゴにおいて完全な形で交響曲が演奏されるのはこれが初めてであった。
なお、バーグマンがドイツ系の作品を数多く取り上げた一方でアメリカの作品をあまり取り上げなかったことにより、アメリカにおいて「真面目なクラシック音楽」はドイツ系の作品を指すようになってしまい、ウィリアム・ヘンリー・フライやジョージ・フレデリック・ブリストウといった、アメリカ独自の音楽を樹立しようとする作曲家たちの活動は周縁化されてしまったという指摘もある。

## 評価
キャリアの絶頂期には、バーグマンはアメリカで最も尊敬・賞賛された指揮者であったと言われており、「アメリカという国が最初に出会った『指揮者』」とも評されている。作曲家フレデリック・ルイス・リッターはバーグマンについて「経験豊かな指揮者であり、オーケストラの指導に秀でていた」「優雅かつ簡素で動きで、正確で迷いのない指揮をした」と記した。
一方、ヴァイオリニストとしてバーグマンと室内楽を演奏することもあった指揮者のセオドア・トマスは、バーグマンについて「才能のある音楽家であり、まあまあのチェリスト」「第一級の指揮者というわけではなかった」「全く練習をしなかったのでチェロ演奏のテクニックは限られたものだった」と述べている。トマスはバーグマンを手本としたという噂があったが、トマス自身がこれを否定している。
なおトマスは、バーグマンやウィリアム・メイソンらとともに結成した室内楽団の活動はメンバー各々に影響を与えたとも語っており、特にニューヨーク・フィルハーモニック・ソサエティにおけるバーグマンのプログラムや演奏には、トマスらとの室内楽活動における「ウルトラモダン」の精神が影響を与えたと記している。